# 劉長
劉 長（りゅう ちょう、紀元前199年 - 紀元前174年）は、前漢の人。漢の高祖劉邦の第7子。『淮南子』で有名な劉安の父である。

## 略歴
高祖8年（紀元前199年）、高祖劉邦は趙を訪れ、趙王張敖は自分の側室趙姫を高祖に献上した。趙姫は寵愛され妊娠した。しかしそんな折、趙王の臣である貫高らによる高祖暗殺の計画が発覚し、王も趙姫も逮捕された。趙姫は高祖の子を妊娠していることを言ったが、高祖は釈放しなかった。そこで趙姫の弟の趙兼（周陽由の父）が審食其を通じて呂后（呂雉）に命乞いしたが、呂后は嫉妬から高祖に言おうとせず、審食其も強くは言わなかった。趙姫は怒り、劉長を出産すると自殺した。高祖は悔み、呂后に自分の子として育てさせた。
高祖11年（紀元前196年）に淮南王英布が反乱を起こすと、後任の淮南王として劉長が選ばれ、淮南王となった。劉長は幼くして母を失い、呂后と恵帝につき従ったため、劉邦の子たちが殺された呂后の時代でも災いに遭うことはなかった。しかし母を助けられなかった審食其を恨み、心に秘めていた。
劉長は成長すると鼎を持ち上げるほどの腕力を持った。呂氏の乱を経て文帝が即位すると、文帝の最も親しい親族であることをかさに着ておごり高ぶり、法に従わないことも多かったが、文帝は彼を許した。文帝前3年（紀元前177年）、長安に入朝した際に、劉長は審食其の元を訪れると、審食其を鉄鎚で殴り、従者の魏敬に首を斬らせた。それから肌脱ぎして「私の母が逮捕された時、審食其は呂后に言って助けることができたのにしませんでした。これが一つめの罪です。（陛下と私の異母兄である）趙王劉如意親子には罪はなかったのに呂后は誅殺しましたが、この時に審食其は止めませんでした。これが二つ目の罪です。呂后が一族を王にした時に審食其は止めませんでした。これが三つ目の罪です。私は天下の賊を誅殺し、母の仇を取りました。あえて罪の沙汰を待ちます」と述べた。文帝は彼の気持ちを悼み、また唯一の生き残った兄弟であることから許して処罰しなかった。文帝の母である薄太后や皇太子、母方の叔父の薄昭を含む大臣たちは劉長を畏れ憚るようになった。
帰国するとますますおごり高ぶるようになり、漢の法律を用いずに自ら法令を作り、天子の制度を用い、不遜な事を上書するようになった。文帝はそれを強く責め、母方の叔父である将軍薄昭に劉長を諌める書を出させた。劉長はこれを喜ばなかった。
文帝前6年（紀元前174年）には、柴武の世子の柴奇らと反乱を計画したことが発覚し、取り調べられた。取り調べた丞相らは死罪に当たると上奏したが、文帝は忍びないとして再度議論させた。それでも結論は同じだったが、文帝は柴奇らを処刑したが、劉長の死罪を許し、王位を廃するとの詔を出し、蜀に配流されることになった。
袁盎は剛直な劉長の心を挫けば死んでしまい、文帝に弟殺しの汚名がかかるであろうと諌めたが、文帝は「私は長を苦しめてやり、反省したら元に戻してやるだけだ」と言った。しかし劉長は「私を勇者であるなどと言ったのは誰だ。私は驕りのあまり諌めも聞かず、こんなことになってしまった」と言い、蜀への護送の車の中で食事を取らず、そのまま死亡した。道中で役人は車の中を確認せず、雍県で初めて死亡が発覚し、報告された。
文帝が袁盎にどうすればいいか尋ねると、袁盎は丞相、御史大夫を処刑して天下に謝罪するしかないと言ったが、文帝は雍県までの車の中を確認しなかった役人を処刑させ、劉長を雍県に葬って墓守30家を置いた。
文帝前8年（紀元前172年）、文帝が劉長の子4人を列侯に封じた。文帝前12年には世間で「一尺の布も二人で着ることができるし、一斗の米も二人で食べることができるのに、兄弟2人が天下をともにすることができないとは」と歌われていることを知ると、「堯や舜は血縁者を放逐したし、周公旦は管叔鮮・蔡叔度を殺した。天下の聖人たちは私心で公をそこなうことはしなかったものだ。私がどうして淮南をわがものにしようなどと思うものか」と言い、城陽王劉喜を淮南王に遷し、同時に劉長に厲王と諡した。
文帝前16年（紀元前164年）には劉喜を城陽王に戻し、劉長の早世した1人を除く3人の子に淮南を分けてみな王に封じた。

## 子
- 劉安（阜陵侯から淮南王）
- 劉勃（安陽侯から衡山王さらに済北貞王[1]）
- 劉賜（陽周侯から廬江王さらに衡山王）
- 劉良（東城侯、早死）